# Чудовити прах
„Чудовити прах“ или „Дивота прашине” је југословенски и словеначки филм из 1975. године, који је први пут приказан 19. марта 1975. године. Режирао га је Милан Љубић, а сценарио је писао Вјекослав Калеб.

## Улоге
| Глумац          | Улога |
| --------------- | ----- |
| Љубиша Самарџић |       |
| Јанез Врховец   |       |
| Јоже Зупан      |       |
| Иво Бан         | Син   |
| Силво Божић     |       |
| Иванка Мезан    |       |
| Андреј Нахтигал |       |